# Galen Robinson
Galen Vondell Robinson jr. (Houston, 31 marzo 1997) è un cestista statunitense.

## Palmarès
- Jason Collier Sportsmanship Award (2021, 2025)